# Myara wintrena
Myara wintrena är en insektsart som beskrevs av Otte, D. och R.D. Alexander 1983. Myara wintrena ingår i släktet Myara och familjen syrsor. Inga underarter finns listade i Catalogue of Life.